# Região de Planejamento do Pericumã
A Região de Planejamento do Pericumã é uma das 32 regiões administrativas do estado do Maranhão, no Brasil. Localizada entre as mesorregiões do Norte Maranhense e do Oeste Maranhense, é formada por nove municípios, todos localizados na Baixada Maranhense.

## Formação
Formam a Região, os municípios de:
- Alcântara
- Bequimão
- Peri Mirim
- Pinheiro
- Pedro do Rosário
- Presidente Sarney
- Santa Helena
- Turiaçu
- Turilândia

Pinheiro é o município-sede e também o maior centro populacional, financeiro, educacional, de saúde e de serviços da Região. A Região leva o nome de um dos principais rios do norte do Estado, o Rio Pericumã.